# Bergtjärnen (Umeå socken, Västerbotten)
Bergtjärnen är en sjö i Umeå kommun i Västerbotten och ingår i Umeälven-Hörnåns kustområde.